# Linia kolejowa nr 1
Linia kolejowa nr 1 Warszawa Zachodnia – Katowice – zelektryfikowana, prawie w całości dwutorowa linia kolejowa o długości 316,066 km. W latach 1845–1847 otwarto odcinek Warszawa Zachodnia – Dąbrowa Górnicza Ząbkowice (Kolej Warszawsko-Wiedeńska), a w roku 1859 odcinek Dąbrowa Górnicza Ząbkowice – Katowice.

## Historia

### Do I wojny światowej
Projekt budowy linii kolejowej z Warszawy (znajdującej się wówczas w zaborze rosyjskim) do granicy z zaborem austriackim powstał już w 1835 r. Ponieważ ze stacji Granica w miejscowości Maczki (obecnie dzielnica Sosnowca), leżącej nad granicą rosyjsko-austriacką, projektowany szlak miał się łączyć z linią kolejową przez Kraków do Wiednia, projektowana linia otrzymała nazwę Droga Żelazna Warszawsko-Wiedeńska. Trasę przeprowadzono według projektu inż. Stanisława Wysockiego.
W 1839 r. utworzono Towarzystwo Akcyjne Drogi Żelaznej Warszawsko-Wiedeńskiej i w 1840 rozpoczęto roboty na odcinku z Warszawy do Skierniewic. Początkowo rozważano wybór trakcji parowej lub powozów ciągniętych po szynach przez konie, lecz ostatecznie zdecydowano się na nowoczesną trakcję parową. Towarzystwo jednak zbankrutowało w 1842 r., co spowodowało wstrzymanie robót. Mimo to, 4 lipca 1843 rząd Królestwa powołał Zarząd Drogi Żelaznej Warszawsko-Wiedeńskiej i podjął prace w 1844 r. W listopadzie tego roku ukończono pierwszy odcinek linii z Warszawy do Pruszkowa. 28 listopada 1844 przejechał nim pierwszy pociąg wiozący namiestnika Królestwa i zaproszonych gości. Droga zajęła 26 minut, a powrotna 20 minut.

#### Otwarcie do ruchu
14 czerwca 1845 ukończono odcinek do Grodziska Mazowieckiego i wówczas otwarto kolej do użytku. 15 października 1845 kolej doprowadzono do Skierniewic i Łowicza, 1 grudnia 1846 do Częstochowy, a 1 kwietnia 1848 do granicy w Maczkach. Cała linia miała długość 327,6 km i miała 27 stacji. Była to pierwsza linia kolejowa na ziemiach Królestwa Polskiego, a zarazem druga linia kolejowa w całym Imperium Rosyjskim (w skład którego wchodziły ziemie zaboru rosyjskiego) po zbudowanym wcześniej krótkim odcinku Carskosielskiej drogi. Jako wyjątek wśród kolei na obszarze Cesarstwa Rosyjskiego miała ona szerokość toru 1435 mm (przyjętą za standard w większości państw Europy i współczesnych kolejach polskich), w przeciwieństwie do stosowanej w Rosji od 1843 szerokości 1524 mm.
W pierwszym roku funkcjonowania kolei (1845) przewieziono 143 600 pasażerów i 143 300 cetnarów towarów. Tabor kolejowy wówczas składał się z 8 lokomotyw parowych (opalanych drewnem), 58 wagonów osobowych i 62 towarowych. W 1848 liczba lokomotyw sięgnęła już 35, wagonów osobowych 87 i towarowych 312.
W latach 1859 i 1862 otwarto połączenia do granicy pruskiej: z Ząbkowic do stacji Sosnowiec i z Łowicza do Aleksandrowa Kujawskiego, łączące odpowiednio z Katowicami i Toruniem w zaborze pruskim. W 1866 r. wybudowano połączenie pomiędzy Koluszkami a Łodzią (dziś Łódź Fabryczna).

#### Rozbudowy i modernizacje
Kolej poddawana była stałej modernizacji technicznej wraz z rozwojem techniki kolejowej. Od 1859 r. parowozy opalano węglem. W latach od 1860 do 1880 ułożono drugi tor od Warszawy do Ząbkowic. W 1890 r. liczba lokomotyw sięgnęła 287, wagonów osobowych 432 i towarowych 8718; liczba przewiezionych pasażerów sięgnęła 2,5 miliona, a ładunków 2,7 miliona ton. Do 1901 r. lokomotywy dla kolei warszawsko-wiedeńskiej kupowano w fabrykach zachodnioeuropejskich; dopiero po tej dacie używano lokomotyw rosyjskich, jednakże różniących się rozstawem kół.
Łącznie z budową kolei w Warszawie w 1845 r. zbudowano okazały gmach Dworca Wiedeńskiego projektu arch. Henryka Marconiego. Dworzec nie zachował się do dzisiejszych czasów. W jego miejscu znajduje się obecnie stacja metra „Centrum”. W Warszawie umiejscowiono też Warsztaty Główne kolei. W 1875 r. otwarto Szkołę Techniczną Drogi Żelaznej Warszawsko-Wiedeńskiej.
W latach 1857–1864 kolej była dzierżawiona przez spółkę niemiecką; poza tym okresem pozostawała w polskich rękach. W 1912 r. Droga Żelazna Warszawsko-Wiedeńska została upaństwowiona przez rząd rosyjski. Po odzyskaniu niepodległości przez Polskę została włączona do systemu kolei polskich.

### W niepodległej Polsce

#### Elektryfikacja

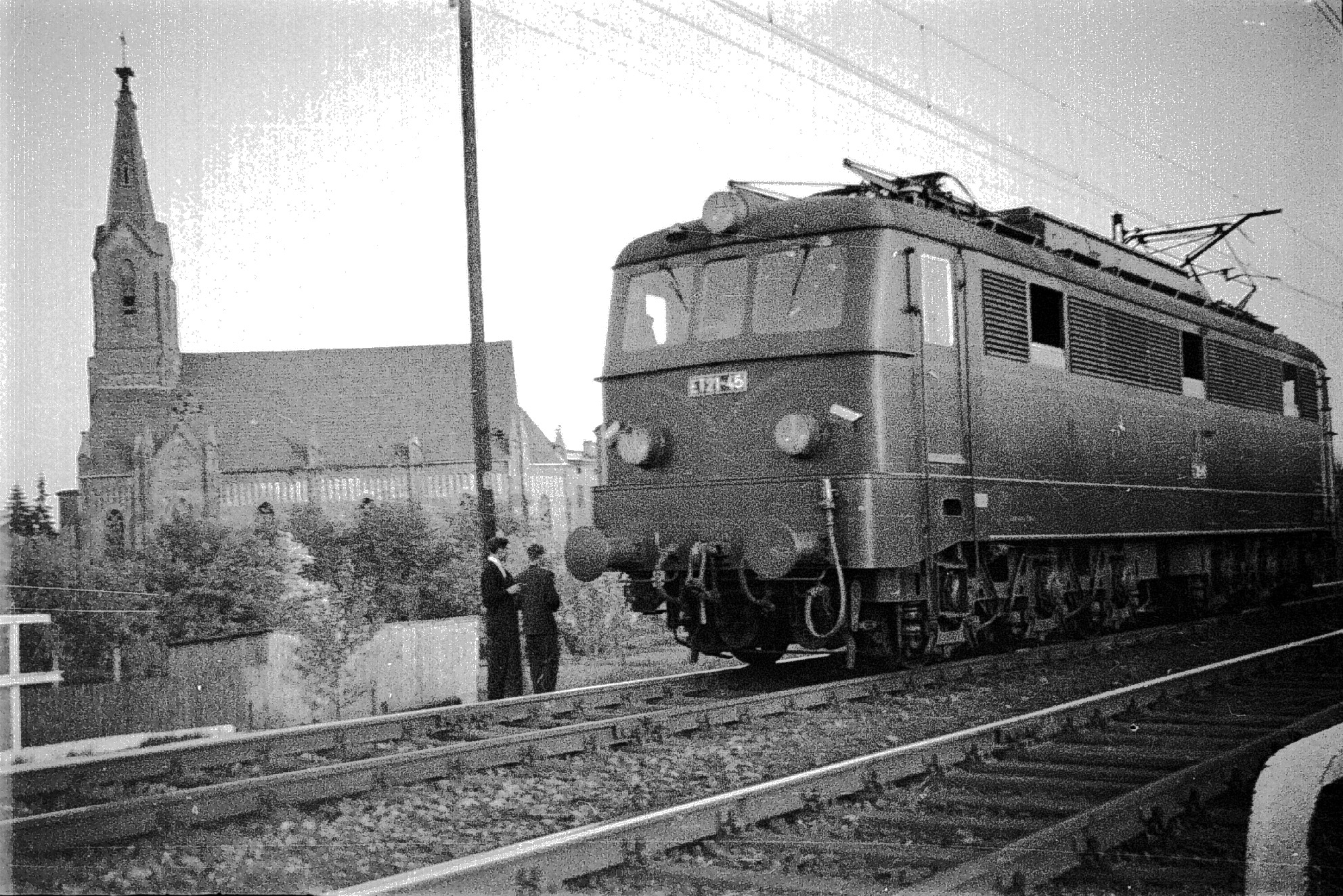
Pierwsze elektryczne pociągi w Radomsku (tuż po 1957 r.). Na fotografii lokomotywa elektryczna ET21-45

Elektryfikację rozpoczęto w 1937 roku na odcinku Grodzisk Mazowiecki – Żyrardów; dalszą elektryfikację linii przerwała II wojna światowa. Przedwojenne projekty przewidywały elektryfikację linii na odcinku do Koluszek, jednak miało to nastąpić po elektryfikacji węzła warszawskiego, która miała być ukończona w 1941 roku.
Po wojnie prace nad elektryfikacją podjęto w 1947 r. od odbudowy infrastruktury na odcinku do Żyrardowa. Pierwszy pociąg elektryczny przejechał nią 16 stycznia 1950 r. W kolejnych latach sukcesywnie oddawano kolejne odcinki w kierunku do Katowic, m.in. 30 kwietnia ukończono odcinek do Koluszek. Odcinek Grodzisk Mazowiecki – Warszawa Centralna został zelektryfikowany dopiero w 1967 roku

#### Modernizacja szlaku Warszawa–Koluszki
W latach 2006–2008 został przeprowadzony 1. etap modernizacji linii. Wyremontowano odcinek Koluszki – Skierniewice (Miedniewice) oraz fragment linii kolejowej nr 17 Łódź Widzew – Koluszki, dzięki czemu umożliwiono pociągom rozwinięcie prędkości do 140 km/h i skrócenie czasu przejazdu na całym zmodernizowanym odcinku do 32 minut, zaś z Łodzi do Warszawy do 82 minut.
W marcu 2011 ruszył 2. etap modernizacji linii na odcinku Skierniewice (Miedniewice) – Warszawa Zachodnia. Po modernizacji prędkość pociągów wzrośnie do 160 km/h na odcinku Skierniewice (Miedniewice) – Warszawa Włochy oraz do 90 km/h na odcinku Warszawa Włochy – Warszawa Zachodnia, dzięki czemu podróż pociągiem z Warszawy do Łodzi będzie trwała około 70 minut.

#### Modernizacja szlaku Koluszki–Częstochowa
W latach 2014–2015 wyremontowano odcinek Koluszki – Częstochowa, dzięki czemu umożliwiono pociągom rozwinięcie prędkości do 120 km/h i skrócenie czasu przejazdu na całym zmodernizowanym odcinku do 2 godzin.

#### Modernizacja szlaku Częstochowa–Dąbrowa Górnicza Ząbkowice
W 2014 roku zakończyła się modernizacja linii na odcinku Zawiercie – Dąbrowa Górnicza Ząbkowice. Wraz ze zmianą rozkładu jazdy w grudniu 2014 pociągi kursują tą trasą z prędkością 120 km/h. W ramach modernizacji odnowiono perony w Łazach, Wiesiółce, Chruszczobrodzie, Dąbrowie Górniczej Sikorce oraz Dąbrowie Górniczej Ząbkowice.
20 lipca 2017 PKP PLK podpisały z przedsiębiorstwem ZUE umowę na modernizację odcinka Częstochowa – Zawiercie. Kontrakt objął remont 10 stacji i przystanków, 19 peronów, 44 km torów i sieci trakcyjnej, 15 przejazdów kolejowo-drogowych oraz 31 obiektów inżynierskich.

## Charakterystyka techniczna
Na linii znajdują się 32 stacje kolejowe i 43 przystanki kolejowe.
| Wykaz maksymalnych prędkości w km/h               | Wykaz maksymalnych prędkości w km/h | Wykaz maksymalnych prędkości w km/h | Wykaz maksymalnych prędkości w km/h | Wykaz maksymalnych prędkości w km/h | Wykaz maksymalnych prędkości w km/h | Wykaz maksymalnych prędkości w km/h | Wykaz maksymalnych prędkości w km/h | Wykaz maksymalnych prędkości w km/h | Wykaz maksymalnych prędkości w km/h |
| ------------------------------------------------- | ----------------------------------- | ----------------------------------- | ----------------------------------- | ----------------------------------- | ----------------------------------- | ----------------------------------- | ----------------------------------- | ----------------------------------- | ----------------------------------- |
| Tor 1                                             | Tor 1                               | Tor 1                               |                                     | odcinek linii                       | odcinek linii                       |                                     | Tor 2                               | Tor 2                               | Tor 2                               |
| pociągi pasażerskie                               | szynobusy                           | pociągi towarowe                    | pociągi pasażerskie                 | odcinek linii                       | odcinek linii                       | szynobusy                           | pociągi towarowe                    |                                     |                                     |
| pociągi pasażerskie                               | szynobusy                           | pociągi towarowe                    | pociągi pasażerskie                 | km pocz.                            | km końcowy                          | szynobusy                           | pociągi towarowe                    |                                     |                                     |
| 90                                                | 90                                  | 70                                  | 2,620                               | 4,300                               | 90                                  | 90                                  | 60                                  |                                     |                                     |
| 100                                               | 100                                 | 70                                  | 4,300                               | 5,000                               | 90                                  | 90                                  | 60                                  |                                     |                                     |
| 120                                               | 120                                 | 70                                  | 5,000                               | 6,997                               | 100                                 | 100                                 | 60                                  |                                     |                                     |
| 120                                               | 120                                 | 70                                  | 6,997                               | 7,050                               | 100                                 | 100                                 | 120                                 |                                     |                                     |
| 120                                               | 120                                 | 80                                  | 7,050                               | 7,100                               | 100                                 | 100                                 | 120                                 |                                     |                                     |
| 160                                               | 160                                 | 80                                  | 7,100                               | 11,638                              | 160                                 | 160                                 | 120                                 |                                     |                                     |
| 160                                               | 160                                 | 120                                 | 11,638                              | 48,000                              | 160                                 | 160                                 | 120                                 |                                     |                                     |
| 160                                               | 160                                 | 120                                 | 48,000                              | 61,350                              | 160                                 | 160                                 | 120                                 |                                     |                                     |
| 160                                               | 160                                 | 100                                 | 61,350                              | 63,300                              | 160                                 | 160                                 | 100                                 |                                     |                                     |
| 150                                               | 150                                 | 100                                 | 63,300                              | 65,400                              | 150                                 | 150                                 | 100                                 |                                     |                                     |
| 100                                               | 100                                 | 100                                 | 65,400                              | 67,600                              | 100                                 | 100                                 | 100                                 |                                     |                                     |
| 150                                               | 150                                 | 100                                 | 67,600                              | 71,700                              | 150                                 | 150                                 | 100                                 |                                     |                                     |
| 160                                               | 160                                 | 100                                 | 71,700                              | 75,750                              | 160                                 | 160                                 | 100                                 |                                     |                                     |
| 150                                               | 150                                 | 100                                 | 75,750                              | 81,600                              | 150                                 | 150                                 | 100                                 |                                     |                                     |
| 140                                               | 140                                 | 100                                 | 81,600                              | 86,100                              | 140                                 | 140                                 | 100                                 |                                     |                                     |
| 160                                               | 160                                 | 100                                 | 86,100                              | 91,950                              | 160                                 | 160                                 | 100                                 |                                     |                                     |
| 150                                               | 150                                 | 100                                 | 91,950                              | 92,800                              | 150                                 | 150                                 | 100                                 |                                     |                                     |
| 160                                               | 160                                 | 100                                 | 92,800                              | 103,500                             | 160                                 | 160                                 | 100                                 |                                     |                                     |
| 100                                               | 100                                 | 100                                 | 103,500                             | 106,100                             | 100                                 | 100                                 | 100                                 |                                     |                                     |
| 120                                               | 120                                 | 100                                 | 106,100                             | 195,500                             | 120                                 | 120                                 | 100                                 |                                     |                                     |
| 140                                               | 140                                 | 100                                 | 195,500                             | 199,030                             | 140                                 | 140                                 | 100                                 |                                     |                                     |
| 120                                               | 120                                 | 100                                 | 199,030                             | 221,922                             | 120                                 | 120                                 | 100                                 |                                     |                                     |
| 120                                               | 120                                 | 100                                 | 221,922                             | 222,334                             | 100                                 | 100                                 | 100                                 |                                     |                                     |
| 120                                               | 120                                 | 100                                 | 222,334                             | 229,245                             | 120                                 | 120                                 | 100                                 |                                     |                                     |
| 100                                               | 100                                 | 80                                  | 229,245                             | 229,250                             | 120                                 | 120                                 | 100                                 |                                     |                                     |
| 100                                               | 100                                 | 80                                  | 229,250                             | 230,400                             | 100                                 | 100                                 | 80                                  |                                     |                                     |
| 100                                               | 100                                 | 80                                  | 230,400                             | 230,500                             | 80                                  | 80                                  | 80                                  |                                     |                                     |
| 60                                                | 60                                  | 60                                  | 230,500                             | 231,300                             | 80                                  | 80                                  | 80                                  |                                     |                                     |
| 120                                               | 120                                 | 80                                  | 231,300                             | 231,370                             | 80                                  | 80                                  | 80                                  |                                     |                                     |
| 120                                               | 120                                 | 80                                  | 231,370                             | 272,600                             | 120                                 | 120                                 | 80                                  |                                     |                                     |
| 110                                               | 110                                 | 80                                  | 272,600                             | 273,200                             | 110                                 | 110                                 | 80                                  |                                     |                                     |
| 120                                               | 120                                 | 80                                  | 273,200                             | 299,200                             | 120                                 | 120                                 | 80                                  |                                     |                                     |
| 100                                               | 100                                 | 80                                  | 299,200                             | 301,200                             | 100                                 | 100                                 | 80                                  |                                     |                                     |
| 110                                               | 110                                 | 80                                  | 301,200                             | 307,000                             | 110                                 | 110                                 | 80                                  |                                     |                                     |
| 110                                               | 110                                 | 80                                  | 307,000                             | 307,750                             | 110                                 | 110                                 | 80                                  |                                     |                                     |
| 100                                               | 100                                 | 80                                  | 307,750                             | 314,700                             | 100                                 | 100                                 | 80                                  |                                     |                                     |
| 90                                                | 90                                  | 80                                  | 314,700                             | 317,311                             | 100                                 | 100                                 | 80                                  |                                     |                                     |
| 70                                                | 70                                  | 70                                  | 317,311                             | 318,629                             | 70                                  | 70                                  | 70                                  |                                     |                                     |
| –                                                 | –                                   | –                                   | 318,629                             | 318,686                             | 70                                  | 70                                  | 70                                  |                                     |                                     |
| nie zawiera ograniczeń z Wykazu Ostrzeżeń Stałych |                                     |                                     |                                     |                                     |                                     |                                     |                                     |                                     |                                     |